# 小林親弘
小林 親弘（こばやし ちかひろ、1983年9月5日 - ）は、日本の俳優、声優。愛知県日進市出身。アトミックモンキー所属。

## 経歴
小学生まではやんちゃすぎて通知表に「落ち着きがないので、どうにかできませんか」と書かれていたほど問題児だった。中学に入った頃から周りの目を気にして内にこもる暗い性格に変わり、人付き合いが苦手になってしまい、太宰治などを愛読したり、卓球部で友達と「人生って何だろうね」などと語り合うような毎日だった。
母親が映画好きで、小さい頃から映画館に連れられて行ったり、近所の図書館でビデオを借りたりしてよく観ていた。中学高校で毎週テレビ放送される吹き替え映画に傾倒する。
歴史が好きで、地元の大学では歴史考古学を専攻。大学入学時に馬術部と迷っていたところへ強引な勧誘に会い演劇サークルに入会したが、当初は役者ではなく大道具を担当していた。学芸会で演技の経験すらなかったものの、役者が4人しかいなかったので出演してほしいと言われ、1年の6月には舞台に立っていた。
その後、大学の演劇サークルと並行して地元の社会人劇団にも参加したが、芝居にのめり込みすぎて大学の単位を取るのが大変だったという。同年代の多い中で芝居を続けていくうちにもっと幅広い年代のいる東京の劇団で上手い芝居とは何かを学びたいと思い、演劇集団 円の養成所・円演劇研究所の募集案内が目に留まり、愛知から東京へ出向いて卒業公演を鑑賞、入所を決意。上京の資金を貯めるために大学卒業後1年だけアルバイトより収入の良い正社員として就職し、上京した。
2007年、円演劇研究所へ入所。アルバイトを2つほどやっていたが、夜勤を終えて午前中に殺陣の授業があるときは朝に仲間と公園で自主稽古する生活を送るうちに仕事中に眠くなり体力がもたなくなった結果、アルバイト先を辞めさせられた。同期で入所した50人が翌年には16人に。初めての一人暮らしでお金のやりくりがうまくできず、1年目の卒業公演を過ぎた頃には貯金が底を尽き、12月に電気やガスを止められ、養成所講師である先輩の家で世話になったり公園で水を飲む日々もあった。2009年に卒業、劇団員である会員資格を得る。この年に新会員となった研究生は小林を含めて6人。前述のように映画を観ることは好きだったが養成所時代に日本の小津安二郎、成瀬巳喜男を名をいわれてもわからなかった自分に先輩から鑑賞を勧められて今まで得られなかった感性を育んだ。
2012年の終わり頃、韓国ドラマの仕事があると言われ、てっきり自身のドラマ出演かと思っていたら吹き替えの台本を渡され、初の声の仕事となる。演劇集団 円では年に1、2人がジュニアランクで売り出す会員が決まるが、それが小林だった。円では声優についての授業がなく、いきなり収録に臨んだがダメ出しされてもどう直せばいいかわからず、特に距離感への指摘が多く、居残りさせられたことや共演者と面と向かって話しかけた後に収録するも演技が直らず、さっきできたのにもう忘れたのかといわれて落ち込んで帰り、自分は声優に向いてないと思った。
2013年、『ムシブギョー』で初めてアニメのアフレコを経験。吹き替えとは異なり未完成の絵に声を当てる作業にも戸惑う。メインキャストには同い年の宮野真守や寺島拓篤がいた。いろんな吹き替え作品や共演者の声を聞いて迷惑をかけないような喋り方を真似することを1年ほど続けると仕事も増えたが内心、とても違和感があった。口先だけで言っているように感じたためで、2年目あたりでそれをやめると声がかからなくなる現場もあったがあるとき主演に起用、すんなりに進められたことでこのやり方は間違ってないと考えた。
その後は吹き替えは映画・ドラマともにコンスタントに参加するものの、アニメは端役を年に数作という年が続いていたが2015年、吹き替え作品の打ち上げで大塚明夫に「お前、芝居めっちゃいいな!そのままやっていった方が良いぞ!」と言われる。津田健次郎から「いいねえ」と褒められ、こういったことがあったことで方向性を決定付けた。
2017年、『デュエル・マスターズ』で初めてレギュラーキャラに起用される。同年、TVアニメ『ゴールデンカムイ』の主役・杉元佐一のオーディションに合格。マネージャーから連絡をもらった時は自宅で叫んでしまったほど嬉しかったと語っている。以後生活は一変、のちに「自分の人生を変えてくれた1本であり、自分にとっての"金塊"はこの作品」と述べている。
2022年4月より開講の声優ワークショップDA-Academyに、開講以来特別講師として参加している。
2023年9月30日をもって17年間所属してきた演劇集団 円を離れることを発表、翌10月1日付けでアトミックモンキーへ移籍。

## 人物
声種はハイバリトン。
趣味は映画鑑賞、読書。映画は洋画・邦画とも新旧・ジャンルを問わず観る。イギリスの俳優ダニエル・デイ＝ルイスと役所広司が好きで、彼らの出演する映画は全て観ている。読書は中村文則・朝井リョウの作品を読んで時々SNSに投稿しているが、小説だけでなく哲学や心理学・詩集、一般的なビジネス書や自身の出演作の原作も含め漫画も読むなど幅広い。
好物はカレー。特に洋風カレーなら「1ヶ月毎日カレーでも平気なほど好き」。
特技は乗馬4級。事務所に所属したてのころ、「時代劇に出られるかもしれないから乗馬くらいできるようになっておけ」と言われて、当時かなり困窮していたにもかかわらず消費者金融で借金までして乗馬スクールに2ヶ月通い習得。しかし結局時代劇の仕事はなく、4級取得以来一度もこの特技を生かしたことはない。
かなりの動物好きで、上野動物園の年間パスポートを持っている。実家には自身のTwitterのアイコンにもある三毛猫の「ルウ」がおり、自身も2021年から室内犬（チワワとミニチュアピンシャーのミックス）を飼っている。
津田健次郎とはプライベートでも仲が良いが、津田が円に所属していた頃は面識はなかった。小林と同じく自然な雰囲気の演技を好み、映画にも造詣が深い津田とはよく芝居の話や演技論・映画の話などをしている。他にも『BEASTARS』で演じた主人公レゴシの親友・ジャック役だった榎木淳弥や畠中祐とも親しい。
テレビアニメ『チェンソーマン』の主人公デンジ役に抜擢された戸谷菊之介が、憧れの声優として小林の名前を挙げている。

## 出演
太字はメインキャラクター。

### テレビアニメ
2013年
- ムシブギョー（白榊夢久 他）
- 義風堂々!! 兼続と慶次（連合軍兵）
- ポケットモンスター THE ORIGIN
- ぎんぎつね（部員）
- ガンダムビルドファイターズ（給仕）

2014年
- 妖怪ウォッチ（カップル〈男〉）
- 棺姫のチャイカ（兵士）
- 蟲師 続章（カオル父）
- ハピネスチャージプリキュア!（假屋崎会長）

2015年
- ガンダム Gのレコンギスタ（スタッフ、パイロット）
- 銀魂゜（ニュースキャスター）

2016年
- 金田一少年の事件簿R（柊森一郎）
- デュエル・マスターズVSRF（レース実況、極龍覇ヘルボロフ、サザン・ルネッサンス）
- マジきゅんっ!ルネッサンス（男子生徒）
- うどんの国の金色毛鞠（木内）

2017年
- GRANBLUE FANTASY The Animation（騎空士B）
- デュエル・マスターズ（2017年 - 2018年、ジョリー・ザ・ジョニー、メラビート・ザ・ジョニー、ジョット・ガン・ジョラゴン、The ジョラゴン・ガンマスター、MAX・ザ・ジョニー 他） - 4シリーズ

2018年
- ヴァイオレット・エヴァーガーデン（トビー・セルウィン）
- ゴールデンカムイ（2018年 - 2023年、杉元佐一） - 4シリーズ
- あまんちゅ!〜あどばんす〜（マッチョ）
- フルメタル・パニック! Invisible Victory（アラストル）
- 夢王国と眠れる100人の王子様（バックス）
- 転生したらスライムだった件（2018年 - 2024年、ランガ） - 4シリーズ

2019年 
- 鬼滅の刃
- コップクラフト（ガードナー検事補）
- ダンジョンに出会いを求めるのは間違っているだろうかII（アレス）
- BEASTARS（2019年 - 2021年、レゴシ） - 2シリーズ
- ルパン三世 プリズン・オブ・ザ・パスト（バルマー弟）
- 炎炎ノ消防隊（2019年 - 2026年、アサルト） - 4シリーズ

2020年
- ID:INVADED イド:インヴェイデッド（数田遥）
- あひるの空（柏木一至）
- イエスタデイをうたって（魚住陸生）
- おしりたんてい（2020年 - 2022年、みみまーる）
- THE GOD OF HIGH SCHOOL ゴッド・オブ・ハイスクール（審判員R）
- GREAT PRETENDER（クラーク・イブラヒム）
- 食戟のソーマ 豪ノ皿（煌觜汪）
- 魔王城でおやすみ（レッドシベリアン・改）
- キングスレイド 意志を継ぐものたち（2020年 - 2021年、デイル）

2021年
- 転生したらスライムだった件 転スラ日記（ランガ）
- 擾乱 THE PRINCESS OF SNOW AND BLOOD（葛原仁）
- NOMAD メガロボクス2（佐久間隆醐）
- SCARLET NEXUS（カイト・スメラギ）
- NIGHT HEAD 2041（藤木マイク）
- ドラゴンクエスト ダイの大冒険 (2020)（2021年 - 2022年、シグマ）
- 境界戦機（能瀬ヒロト）
- ルパン三世 PART6（殺し屋〈1〉）
- のりものまん モービルランドのカークン（ドク）
- ビルディバイド（2021年 - 2022年、ベルティガ） - 2シリーズ

2022年
- 失格紋の最強賢者（ガイル）
- 幻想三國誌 -天元霊心記-（劉備）
- ジョジョの奇妙な冒険 ストーンオーシャン（ラング・ラングラー）
- アオアシ（福田達也）
- くノ一ツバキの胸の内（男？）
- 咲う アルスノトリア すんっ!（リュシアン・ブツァー）
- 転生賢者の異世界ライフ 〜第二の職業を得て、世界最強になりました〜（ウドカ）
- 陰の実力者になりたくて!（2022年 - 2023年、誘拐犯） - 2シリーズ
- チェンソーマン（伏）

2023年
- BORUTO-ボルト- NARUTO NEXT GENERATIONS（ペンジラ）
- もののがたり（薙） - 2シリーズ
- TRIGUN STAMPEDE（モネヴ・ザ・ゲイル）
- 勇者が死んだ!（仮面の男 / リーランド・トールマン）
- 贄姫と獣の王（ヨルムンガンド）
- 地獄楽（2023年 - 2026年、山田浅ェ門士遠） - 2シリーズ
- カードファイト!! ヴァンガード will+Dress（向江シンギ）
- はたらく魔王さま!!（カマエル）

2024年
- め組の大吾 救国のオレンジ（藤代父）
- 姫様“拷問”の時間です（エクス）
- 俺だけレベルアップな件（2024年 - 2025年、上原悠真） - 2シリーズ
- 結婚指輪物語（スリュダー）
- デュエル・マスターズ WIN 決闘学園編（ジョリー・ザ・ジョニー）
- シンカリオン チェンジ ザ ワールド（2024年 - 2025年、高輪カドミチ）
- 喧嘩独学（拓海）
- 義妹生活（浅村太一）
- キン肉マン 完璧超人始祖編（マックス・ラジアル）
- ポケットモンスター（ロイの父）
- 新テニスの王子様 U-17 WORLD CUP SEMIFINAL（ケン・レンドール）
- FAIRY TAIL 100年クエスト（ギアーズ）
- 最凶の支援職【話術士】である俺は世界最強クランを従える（ライオス）
- ブルーロック VS. U-20 JAPAN（不角源）
- 笑うレッドリスト（ニホンウナギ）

2025年
- アラフォー男の異世界通販（ニャニャス）
- SAKAMOTO DAYS（もんちゃん）
- 鬼人幻燈抄（元治）
- 黒執事 -緑の魔女編-（ヴォルフラム・ゲルツァー）
- ブスに花束を。（相澤先生）
- 薫る花は凛と咲く（塚田慎）
- 光が死んだ夏（田中）
- Turkey!（麻衣の父）
- ニャイト・オブ・ザ・リビングキャット（ヨウジ＝アダマン）
- アン・シャーリー（理想の彼）
- ワンダンス（アッセイ）

### 劇場アニメ
- ゆうとくんがいく（2014年、ブルーリサポーターA[101]）
- 空の青さを知る人よ（2019年、新渡戸バンド ドラム[102]）
- BURN THE WITCH（2020年、ブルーノ・バングナイフ[103]）
- あんさんぶるスターズ!!-Road to Show!!-（2022年、鮫島のマネージャー）
- 劇場版 転生したらスライムだった件 紅蓮の絆編（2022年、ランガ[104]）
- THE FIRST SLAM DUNK（2022年、水戸洋平[105]）
- コードギアス 奪還のロゼ（2024年、志塚香[106]）

### OVA
- ひぐらしのなく頃に拡-アウトブレイク-（2013年、災害対策員の声）
- ムシブギョー（2014年、役人） - 「常住戦陣!!ムシブギョー」単行本第16巻OVA付き特別版
- ゴールデンカムイ（2018年 - 2020年、杉元佐一[107][108]） - コミックスアニメDVD同梱版
- 転生したらスライムだった件 OAD（2019年 - 2020年、ランガ） - 漫画版第12・13・14巻限定版付属

### Webアニメ
- 無限の住人-IMMORTAL-（2019年、真理路[109]）
- 魔王城でおやすみ ミニアニメ（2020年、レッドシベリアン・改）
- 極主夫道（2021年）[110]
- テルマエ・ロマエ ノヴァエ（2022年、マルクス・ピエトラス[111]）
- エクセプション（2022年、ルイス[112]）
- 転生したらスライムだった件 コリウスの夢（2023年、ランガ[113]）
- T・Pぼん（2024年、トト）
- トミカヒーローズ ジョブレイバー 特装合体ロボ（2024年、ライオットポリスブレイバー トヨタ ハイエース 遊撃車）
- BEASTARS FINAL SEASON（2024年、レゴシ[114]）
- ネガティヴハッピィ（2025年、上司）※Youtube

### ゲーム
2010年代
- ムシブギョー（2013年、白榊夢久）
- マジンボーン 時間と空間の魔神（2014年、ヨシツネ / フォックス・ヨシツネ）
- グランブルーファンタジー（2017年 - 2024年、レスター、ファルシュ、ランガ）
- 覇穹封神演義 センカイクロニクル（2018年、陳桐）
- グランドサマナーズ（2018年、杉元佐一）
- 共闘ことばRPG コトダマン（2019年 - 2022年、ランガ、杉元佐一）

2020年
- CARAVAN STORIES（レゴシ）
- サンクタス戦記-GYEE-（ルカ＆ハンク）
- グラフィティスマッシュ（ロックス）
- 明治活劇 ハイカラ流星組 -成敗しませう、世直し稼業-（中井徳治郎）
- 白猫プロジェクト（クエスタ）
- キャプテン翼 RISE OF NEW CHAMPIONS（シンプラサート・ブンナーク） - DLC追加キャラクター
- サイバーパンク2077（V〈男主人公〉）

2021年
- 幕末維新 天翔ける恋（勝海舟）
- 咲う アルスノトリア（リュシアン・ブツァー）
- ファイナルファンタジーVII リメイク（ブッチョ〈ブッチ〉）
- ソウルワーカー（バナード）
- 戦国無双5（本多忠勝）
- SCARLET NEXUS（カイト・スメラギ）
- BLEACH Brave Souls（ブルーノ・バングナイフ）
- 転生したらスライムだった件 魔王と竜の建国譚（ランガ）
- グランサガ（ゴリヤード、トリスタン）
- 月姫 -A piece of blue glass moon-（斎木業人）
- WAR OF THE VISIONS ファイナルファンタジー ブレイブエクスヴィアス 幻影戦争（ベリス）
- ミッション型オンライン謎解きゲーム REBUILD（一ノ瀬了）

2022年
- モンスターストライク（2022年 - 2025年、ポラリス〈ミザール〉、ラング・ラングラー、ランガ）
- 龍が如く ONLINE（杉元佐一）
- 英傑大戦（赤禰武人、杉元佐一）
- Shadowverse（焦土の無頼漢）

2023年
- WILD HEARTS（津守信光）
- 災難探偵サイガ （天堂サイガ）
- アークナイツ（トター）
- WORLD FLIPPER（夕日野タイチ）
- 大航海時代 Origin（織田信長）
- こんにちワン!ヒーロー（酒呑童子、ノブナガ）

2024年
- ゴブリンスレイヤー -ANOTHER ADVENTURER- NIGHTMARE FEAST（父）
- ファイナルファンタジーVII リバース
- Rise of the Ronin（徳川慶喜）
- Fate/Samurai Remnant（逸れのセイバー / 柳生但馬守宗矩） - DLC追加キャラクター
- 百英雄伝（マキシム）
- サガ エメラルド ビヨンド（哲人）
- ブレイクマイケース（新開戦）
- 18TRIP（岩渕ダニエル比呂士）
- ゼンレスゾーンゼロ（フォン・ライカン）
- ライブ・ア・ヒーロー!（ルーディン）
- 妖怪ウォッチ ぷにぷに（ランガ）
- 新宿羅生門（坂本旭〈前世：坂本龍馬〉）
- 転生したらスライムだった件 テンペストストーリーズ（ランガ）
- SILENT HILL2（ジェイムス・サンダーランド）
- Wizardry Variants Daphne（ディランハルト）
- ロマンシング サガ2 リベンジオブザセブン（ゲオルグ〈ホーリーオーダー〉）
- FANTASIAN Neo Dimension（タン）

2025年
- 機動戦士ガンダム U.C. ENGAGE（フアン・マハロフ）
- 麻雀一番街（天貴史）
- 東京放課後サモナーズ（ジャック・フロスト）
- HUNDRED LINE -最終防衛学園-（厄師寺猛丸）
- もののがたり〜異界ノ契〜（薙）
- 文豪とアルケミスト（与謝野鉄幹）
- シルバー・アンド・ブラッド（テオパネー）
- ROAD59 -新時代任侠区- 摩天楼モノクロ抗争（芹沢鏡時）

### BLCD
- もみチュパ雄っぱぶ♂タイム 1（2019年、店長[177]）

### ラジオドラマ
- 青春アドベンチャー『フランケンシュタイン』（2011年2月21日）[178]
- FMシアター 劇作家シリーズ『大きな豚はあとから来る』（2011年3月5日）[179]
- FMシアター『あの人』（2011年7月2日）[180]
- 青春アドベンチャー『魔術師』（2012年2月6日 - 10日、2月13日 - 17日）[181]
- FMシアター『家族の肖像〜硫黄島からの手紙』（2012年2月18日）[182]
- 特集オーディオドラマ『瑞穂のくに』（2013年8月17日）[183]
- 青春アドベンチャー『クリスマスキャロル』（2013年12月16日 - 20日、2020年12月7日 - 12日）[184]
- さよならカムイ（2020年12月14日）[185] ※Youtubeにて公開
- 青春アドベンチャー『人工心臓』（2021年9月20日 - 24日）[186]
- 青春アドベンチャー『リニューアル』（2024年8月26日 - 30日、生物学者・太郎）[187]
- 青春アドベンチャー『天涯の砦』（2025年3月10日 - 28日、語り/久我山）[188]

### 特撮
- ウルトラマンアーク（2024年 - 2025年、ビオルノの声[189]）

### 吹き替え

#### 担当俳優
キム・スヒョン
- 愛の不時着（2020年、ドング）
- サイコだけど大丈夫（2021年、ムン・ガンテ）
- 涙の女王（2024年、ペク・ヒョヌ）

ミキール・ハースマン
- アデライン、100年目の恋（2015年、エリス・ジョーンズ）
- REBEL MOON: パート1 炎の子（2024年、ガンナー）
- REBEL MOON: パート2 傷跡を刻む者（2024年、ガンナー）

#### 映画
2013年
- キャリー（ジャッキー・タルボット〈マックス・トップリン〉）
- G.I.ジョー バック2リベンジ（ジョー2）
- スプリング・ブレイカーズ
- バチェロレッテ -あの子が結婚するなんて!-（ジョー〈カイル・ボーンハイマー〉）
- ファインド・アウト（トレイ〈ハンター・パリッシュ〉）
- 47RONIN（若き大石）
- マック&デヴィンの"ハイ"スクール生活（ケヴ）

2014年
- インターセクション
- ゴースト・エージェント/R.I.P.D.
- 凍える夜に、盲目の殺し屋トポ（ドニー〈レオ・フィッツパトリック〉）
- 楊家将〜烈士七兄弟の伝説〜（楊延嗣〈フー・シンボー〉）
- シャドウハンター（マグナス・ベイン〈ゴッドフリー・ガオ〉）
- 西遊記〜はじまりのはじまり〜（村10）
- サボタージュ（スポルチェック〈トロイ・ギャリティ〉）
- 美女と野獣（ジャン＝バチスト〈ジョナタン・ドマルジェ〉）
- ラブ・パンチ（ヴィンセント〈ロラン・ラフィット〉）

2015年
- アイスマン 超空の戦士（ツェト〈グレゴリー・ウォン〉）
- アウト・オブ・コントロール（タイ〈ティム・ドワロン〉）　
- ANNIE/アニー（サイモン〈アシュトン・カッチャー〉）
- アメリカン・スナイパー（リス）
- アロハ
- インサイダーズ/内部者たち（パク・ジョンパル〈ペ・ソンウ〉）
- エベレスト 3D（副操縦士〈アヴィン・シャー〉）
- オフロでGO!!!!! タイムマシンはジェット式2（ブラッド〈クメイル・ナンジアニ〉）
- ナイト ミュージアム/エジプト王の秘密（アミール〈パトリック・サボンギ〉）
- REC/レック4 ワールドエンド（ルーカス）
- スペシャルID 特殊身分（チェン兄貴〈ユー・カン〉）
- ゼロの未来（医師〈ベン・ウィショー〉）
- 選挙の勝ち方教えます（エディ）
- 7500（ブラッド・マーティン〈ライアン・クワンテン〉）
- バッド・アス マッド・リベンジ
- ビースト・オブ・ノー・ネーション
- レフト・ビハインド（キャメロン・“バック”・ウィリアムズ〈チャド・マイケル・マーレイ〉）
- ターミネーター:新起動/ジェニシス（エリック〈ダグラス・スミス〉）
- ミュータント・タートルズ（男性科学者2）
- トレマーズ ブラッドライン
- 死霊高校（リース〈リース・ミシュラー〉）
- ナオミとイーライのキス禁止リスト（ガブリエル〈マシュー・ダダリオ〉）
- プリデスティネーション（クラーク医師〈ベン・ブレンダガスト〉）
- ミュータント・ワールド

2016年
- アイヒマン・ショー/歴史を映した男たち
- アンダー・ザ・シャドウ
- インヒアレント・ヴァイス
- INFINI/インフィニ（チャーリー・ケント〈ルーク・ヘムズワース〉）
- オデッセイ（CNNリポーター男〈フレデリック・プライトゲン〉）
- GARMWARS ガルム・ウォーズ（操作要員B）
- カンフー・ジャングル
- Crouching Tiger Hidden Dragon: ソード・オブ・デスティニー
- 獣は月夜に夢を見る（ダニエル〈ヤーコブ・オフテブロ〉）
- サイダーハウス・ルール（ウォリー・ワージントン中尉〈ポール・ラッド〉）※Netflix版
- 奪還者（ヘンリー〈スクート・マクネイリー〉）
- シビル・ウォー/キャプテン・アメリカ
- スーパー・マグナム（ギグラー〈カーク・テイラー〉）※ブロードメディア版新録
- 追憶の森（エリック〈ジョーダン・カヴァリス〉）
- 白鯨との闘い
- バットマン vs スーパーマン ジャスティスの誕生（バリー・アレン / フラッシュ〈エズラ・ミラー〉）
- スーサイド・スクワッド（バリー・アレン / フラッシュ〈エズラ・ミラー〉）
- 復活
- ブリッジ・オブ・スパイ（フレデリック・プライヤー〈ウィル・ロジャース〉）
- 慈悲（TJ〈マイケル・ヴィンセント・ドノヴァン〉）
- チャイルド44 森に消えた子供たち（ワシーリー〈ジョエル・キナマン〉）
- ピートと秘密の友達（アブナー〈アーロン・ジャクソン〉）
- パパが遺した物語（キャメロン〈アーロン・ポール〉）
- ベビーシッター・アドベンチャー（ザック〈ケビン・クイン〉）
- バリー（サド〈ソーヤー・ピアース〉）
- BFG: ビッグ・フレンドリー・ジャイアント（Mr.ティブズ〈レイフ・スポール〉）
- 沈黙の包囲網 アジアン・コネクション（ジャック・エルウェル〈ジョン・エドワード・リー〉）
- ザ・ヴァーチャリスト
- ファンタスティック・ビーストと魔法使いの旅（ラングドン・ショー〈ローナン・ラフタリー〉）
- ライムライト（ネヴィル〈シドニー・チャップリン〉）※Blu-ray版
- 山猫は眠らない5 反逆の銃痕
- ザ・レジェンド（シン〈アンディ・オン〉）

2017年
- アメリカン・レポーター（クリス〈ジョシュ・チャールズ〉）
- アルビン4 それいけ! シマリス大作戦（バンドマネージャーのヴィトー）
- クロッシング・マインド 消えない銃声（トマス〈ジャスティン・チャットウィン〉）
- DEMON デーモン（ネイト〈アレクサンダー・ルドウィグ〉）
- バイオハザード: ヴェンデッタ
- ハングマン（ハングマン〈ジョー・アンダーソン〉）
- 不屈の男 アンブロークン

2018年
- おとぎ話を忘れたくて（クリント〈リッキー・ウィトル〉）
- 死霊のえじき Bloodline（バッカ〈マーカス・ヴァンコ〉）
- セットアップ: ウソつきは恋のはじまり（チャーリー〈グレン・パウエル〉）
- モーガン プロトタイプL-9（デヴィッド・チャンス〈ジョナサン・アリス〉）
- 空海-KU-KAI- 美しき王妃の謎（李少監）
- バトルランナー（レオン〈ビル・マーゴリン〉）※VOD版
- バリー・シール/アメリカをはめた男（JB〈ケイレブ・ランドリー・ジョーンズ〉）
- ゾンビーワールドへようこそ

2019年
- ウォンテッド（バリー〈クリス・プラット〉）※BSテレ東版
- ゴジラ キング・オブ・モンスターズ（サム・コールマン〈トーマス・ミドルディッチ〉）
- ジョン・ウィック:チャプター2（アンジェロ〈ルカ・モスカ〉）
- トリプル・フロンティア（ベン・ミラー〈ギャレット・ヘドランド〉）
- ハラ（ミスター・ローレンス〈ガブリエル・ルナ〉）
- ボヘミアン・ラプソディ（ボブ・ゲルドフ〈ダーモット・マーフィ〉）
- リトル（マーシャル先生〈ジャスティン・ハートリー〉）

2020年
- ボーダー 自由への扉（マンスーアの息子）
- 1917 命をかけた伝令（ウィル・スコフィールド〈ジョージ・マッケイ〉）
- モガディシュ 脱出までの14日間（カン・テジン参事官〈チョ・インソン〉）
- ムスタング（ヘンリー〈ジェイソン・ミッチェル〉）
- ハーフ・オブ・イット: 面白いのはこれから（トリッグ・カーソン）

2021年
- G.I.ジョー:漆黒のスネークアイズ（ストームシャドー〈アンドリュー・小路〉）
- イントルージョン/侵入（ヘンリー・パーソンズ〈ローガン・マーシャル＝グリーン〉）
- ナイト・オブ・ザ・リビングデッド（トム〈キース・ウェイン〉）
- ブラック・クリスマス（ネイト〈サイモン・ミード〉）
- ベケット（スティーヴン・タイナン〈ボイド・ホルブルック〉）

2022年
- ジョン・ウィック:パラベラム（アール〈トビアス・シーガル〉）
- 隻眼の虎（リュウ少佐〈チョン・ソグォン〉）
- ブルー・ストーリー（マルコ〈マイケル・ウォード〉）
- ローン・サバイバー（シェーン・パットン二等兵曹〈アレクサンダー・ルドウィグ〉）
- DEBUG/ディバグ（メル〈カー・ヒューイット〉）
- 私は世界一幸運よ（ルーク・ハリソン〈フィン・ウィットロック〉）

2023年
- サイエン 復讐の森（アントニオ〈アロン・パイパー〉）
- ザリガニの鳴くところ（チェイス・アンドリュース〈ハリス・ディキンソン〉）
- 伝説の登山家 亡き父を追って（マックス・ロウ）
- ブエノスアイレス（チャン〈チャン・チェン〉）※4K Blu-ray新録版
- バビロン（マニー・トレス〈ディエゴ・カルバ〉）
- バード・ボックス: バルセロナ（オクタビオ〈ディエゴ・カルバ〉）
- 赤と白とロイヤルブルー（アレックス・クレアモント＝ディアス〈テイラー・ザカー・ペレス〉）
- ノーウェア: 漂流（ニコ〈タマル・ノバス〉）

2025年
- トワイライト・ウォリアーズ 決戦! 九龍城砦（陳洛軍〈レイモンド・ラム〉）
- マレガオンのスーパーボーイズ〜夢は映画と共に〜（ファローグ〈ヴィニート・クマール・シン〉）※Amazon Prime Video
- Mr.ノボカイン（サイモン〈レイ・ニコルソン〉）
- マイ・オックスフォード・ダイアリー（ジェイミー〈コリー・ミルクリースト〉）

#### ドラマ
2013年
- エレメンタリー ホームズ&ワトソン in NY
- ヴァンパイア・ダイアリーズ（エイドリアン〈マイカ・パーカー〉）
- ウェアハウス13 〜秘密の倉庫 事件ファイル〜（タイラー〈マックス・モロー〉）
- コペンハーゲン/首相の決断（シモン）
- glee/グリー シーズン4（ライダー・リン〈ブレイク・ジェンナー〉）
- シンイ-信義-（アン・ドチ〈クォン・ミン〉）
- スーパーナチュラル
- デビアスなメイドたち（イーサン・シンクレア〈コリン・ライリー〉）
- FRINGE/フリンジ
- レボリューション（コナー・ベネット〈マット・ヴァイロ〉）

2014年
- ガール・ミーツ・ワールド（ジョシュア〈ユリア・シェルトン〉）
- キムチ〜不朽の名作〜（オ・ゴヌ〈コ・ユヌ〉）
- 殺人を無罪にする方法（フィリップ・ジェッサップ〈ジェファーソン・ホワイト〉）
- シェイムレス 俺たちに恥はない シーズン4-8,11
- セルフリッジ 英国百貨店（アンリ・ラクレール〈グレゴリー・フィトゥーシ〉）
- Zネーション シーズン2-3（ハビエル・バスケス〈マット・セデーニョ〉）
- チャン・オクチョン（ポク・ソングン）

2015年
- クロスボーンズ/黒ひげの野望（チャーリー・ライダー〈デヴィッド・ホフリン〉）
- センス8（ラジャン・ラアス〈プラブ・コーリ〉）
- スキャンダル 託された秘密
- ナルコス（オラシオ・カリージョ〈モーリス・コンプト〉）
- ドクター異邦人（ハン・ジェジュン〈パク・ヘジン〉）
- トミーとタペンス -2人で探偵を-（カール・デニム〈エドワード・スペリーアス〉）

2016年
- SUPERGIRL/スーパーガール（ウィン・ショット〈ジェレミー・ジョーダン〉）
- 仮面（ミン・ソクフン〈ヨン・ジョンフン〉）
- スクリーム シーズン2（キーラン〈アマデウス・セラフィーニ〉）
- チェサピーク海岸（ケビン〈ブレンダン・ペニー〉）
- NCIS 〜ネイビー犯罪捜査班 シーズン5〜9

2017年
- アメリカン・ゴシック 〜偽りの一族〜
- アメリカン・ホラー・ストーリー:体験談（シドニー・ジェームズ〈シャイアン・ジャクソン〉）
- アメリカン・ホラー・ストーリー:カルト（シドニー・ジェームズ〈シャイアン・ジャクソン〉）
- ウェイワード・パインズ（ジェイソン・ヒギンズ〈トム・スティーブンス〉）
- キャンプ・キキワカ（ザンダー〈ケビン・クイン〉）
- ザ・シューター（ハリス・ダウニー〈ジェシー・ブラッドフォード〉）
- 親愛なる白人様（ゲイブ〈ジョン・パトリック・アメドリ〉）

2018年
- アブセンシア 〜FBIの疑心〜（トミー・ギブス〈アンヘル・ボナニ〉）
- Aリスト（デヴ〈ジェイコブ・ダドマン/バーナビー・トビアス〉）
- FBI: 特別捜査班
- 孫悟空の遊勇伝（孫悟空〈チャイ・ハンセン〉）
- レジェンド・オブ・トゥモロー（ジョン・コンスタンティン〈マット・ライアン〉）

2019年
- アメリカン・ホラー・ストーリー:黙示録（ジョン・ヘンリー・ムーア〈シャイアン・ジャクソン〉）
- ザ・ソサエティ（ハリー〈アレックス・フィッツァラン〉）
- What/If 選択の連鎖（ショーン・ドノヴァン〈ブレイク・ジェンナー〉）
- ウィッチャー（ヤスキエル〈ジョーイ・ベイティ〉）

2020年
- ケイティ・キーン（アレクサンダー・キャボット〈ルシアン・ラヴィスカウント〉）
- ハリウッド（ロイ・フィッツジェラルド〈ジェイク・ピッキング〉）
- バークスキンズ（ハミシュ・ゴームズ〈アナイリン・バーナード〉）
- ザ・ジレンマ: もうガマンできない?! シーズン5（アレックス）
- フォッシー&ヴァードン 〜ブロードウェイに輝く生涯〜（ロン〈ジェイク・レイシー〉）

2021年
- インベージョン（アーメド・マリク〈フィラス・ナサール〉）
- エクスパンス -巨獣めざめる-（ジェームス・ホールデン〈スティーヴン・ストレイト〉）
- レイズド・バイ・ウルヴス/神なき惑星（ファーザー〈アブバカー・サリム〉）
- CITY ON A HILL/罪におぼれた街（アントン・キャンベル〈シャノン・ウォレス〉）
- DEBRIS / デブリ（エフレイム・ムニョス）
- リーシーの物語（ジム・ドゥーリー〈デイン・デハーン〉）
- ロスト・イン・オーシャン 消えた大陸（ラミロ〈デヴィッド・セイジョー〉）
- 地獄が呼んでいる（ユジ執事〈リュ・ギョンス〉）
- ドクター・デス 死を呼ぶ医者（クリストファー・ダンチ〈ジョシュア・ジャクソン〉）

2022年
- グッド・ドクター 名医の条件 シーズン3（エイデン）
- BRAVE NEW WORLD/ブレイブ・ニュー・ワールド（Cジャック60〈ジョセフ・モーガン〉）
- ブロードチャーチ〜殺意の町〜（ジョー・ミラー〈マシュー・グラヴェル〉）※DVD版
- 孔子（顔回）
- LEFTOVERS/残された世界（トム・ガーヴィ〈クリス・ジルカ〉）
- ロード・オブ・ザ・リング:力の指輪（エレンディル〈ロイド・オーウェン〉）
- ステーション・イレブン（フランク〈ナバーン・リズワン〉）
- キャシアン・アンドー（シリル・カーン〈カイル・ソーラー〉）
- デビルズ・アワー〜3時33分〜（ラヴィ・ディロン警部〈ニケシュ・パテル〉）
- シー・ハルク:ザ・アトーニー（ジョシュ）

2023年
- アストリッドとラファエル2 文書係の事件録（ヒロ）
- ビッグマウス（チェ・ドハ〈キム・ジュホン〉）
- ゴールデンスプーン（ファン・テヨン〈イ・ジョンウォン〉）
- パックス・マッシリア: 抗争の街（リエス・ベナマール〈テウフィク・ジャラ〉）
- 京城クリーチャー（チャン・テサン〈パク・ソジュン〉）

2024年
- シリアルキラーの妻（アダム〈ルーク・トレッダウェイ〉）

2025年
- トラウマコード（パク・ギョンウォン〈チョン・ジェグァン〉）
- 広場（ナム・ギソク〈イ・ジュニョク〉）

#### アニメ
- アナと雪の女王2（ライダー[271]）
- ウィッチャー 深海のセイレーン（ヤスキエル[272]）
- ウォーターシップ・ダウンのウサギたち（ヘイズル）
- キャプチャー・ザ・フラッグ 月への大冒険!（スティーブ・ギグス[273]）
- スーパーナチュラル・アカデミー（マックス[274]）
- トランスフォーマー アドベンチャー -マイクロンの章-（バックトラック、グラシウス）
- バイオハザード: ヴェンデッタ（アーロン）
- ビーとパピーキャット（デッカード）
- 百妖譜（灰狐 / 灰衣の男[275]）
- ファインディング・ドリー（イワシ[276]）
- マルセル 靴をはいた小さな貝（アマチュア映画作家ディーン[277]）
- ヤング・ジャスティス（ドクター・フェイト/ザターラ）
- ラブ、デス&ロボット『ラッキー・サーティーン』（リー[278]）
- ルーニー・テューンズ・ショー（ディレクター）
- RWBY（マロウ・アミン[279]）

### ラジオ
※はインターネット配信。
- BEASTARS レゴシとジャックのドッグレディオ!（2019年、音泉※）
- BEASTARS レゴシとフリーのわんにゃんレディオ!（2020年 - 2021年、音泉※）
- 小林談義（2020年、Anium Radio Station※[280]）
- 小林親弘のチッカチカやぞ!（2022年8月、超!A&G+マンスリースペシャル※[281]）

### オーディオドラマ
- 会わずにつくったオーディオドラマ「さよならカムイ」（2020年、男/萱野先生[282]） - Youtube
- 『アラサーがVTuberになった話。2』購入特典オーディオドラマ「兄と妹とボイス研究」（2023年、神坂怜[283]）
- 真郷街（2023,2025年、遠山勇[284][285]）
- 暁のヨナボイスドラマ（2023年、クエルボ[286]）
- 最弱テイマーはゴミ拾いの旅を始めました。ドラマCD２（2024年、ゴトス[287]）
- レモンスカッシュスコア 1stアルバム Ep.4（2024年、橘尚径[288]）

### デジタルコミック
- 終わりのセラフ（2014年、早乙女与一）
- お疲れお兄さんは手芸沼につかりたい（2022年、田中太一[289][290]）
- 出張メイドの有須（2022年、仁多[291][292]）
- 終の退魔師―エンダーガイスター―（2025年、黒沢アキラ[293]）

### ナレーション
- ギャングース（2018年、特報・予告編[294]）
- チア男子!!（2018・19年、特報・予告編[295]）
- シャザム!（2019年、60秒CM・予告編[296]）
- 【ストーリー仕立てのサンドアートムービー】「いざ、12月の中京競馬場へ。」（2021年、Youtube[297]）
- アクアリウムちゃんねる（2022年3月、NHK BSプレミアム、声の案内役[298]）
- ハザードランプ（2021・2022、特報・予告編[299]）
- グッバイ・クルエル・ワールド（2022年、特報・予告編[300]）
- テレメンタリー「ゆかり先生のさすらい診療日記～動物医療の現場から見えた未来図～」（2022年11月27日、テレビ朝日[301]）
- BS世界のドキュメンタリー 「グレタ ひとりぼっちの挑戦」（2022年）
- ナショナル ジオグラフィック 「比類なき大自然：アメリカ国立公園」（2023年4月13日-、ナショナル ジオグラフィック[302]）
- 金曜ドラマトリリオンゲーム（2023年、TBSテレビ、ティザーPV第2弾・第3弾）
- こんなところで裏切り飯（2024年、日本テレビ、CM・本編ナレーション[303][304]）
- 北海道コンサドーレ札幌 J開幕直前特番～北海道とともに悲願の初タイトルへ～（2024年、BS日テレ[305]）
- 歌われなかった海賊へ（2024年、Audibleオーディオブック[306]）
- こんなところで裏切り飯 〜嵐を呼ぶ七人の役員〜（2025年、日本テレビ、本編ナレーション）
- ほどける骨折り球子（2025年、Audibleオーディオブック[307]）
- 有働Times（2025年3月23日、テレビ朝日、90分スペシャルのナレーション）

### テレビドラマ
- WALKING EYES アルクメデス（NHK総合）「いろいろかるた」「いろいろいろかるた」※クイズ出題ドラマ - 挑戦者役[308]
- 水曜ミステリー9 旅行作家・茶屋次郎 第9作「笛吹川殺人事件」（2011年11月30日、テレビ東京[309]） - 印傳店 店員役
- 土曜ドラマスペシャル 負けて、勝つ 〜戦後を創った男・吉田茂〜 最終回（2012年10月6日、NHK総合[309]）
- 水曜ミステリー9 森村誠一サスペンス刑事の証明 第4作「誇り〜宝石強盗殺人! 正義の殉職!? 復讐を誓う黙祷の美女の正体を暴け」（2012年10月31日、テレビ東京[309]）
- 土曜ワイド劇場 天才刑事・野呂盆六 第7作「美しき母の伝説」（2013年3月16日、ABCテレビ[309]） - 白井 役
- 大人の土ドラ 仮面同窓会（2019年、フジテレビ[309]） - 警官役
- こんなところで裏切り飯 〜嵐を呼ぶ七人の役員〜（2025年、日本テレビ） - 今西料理長役

### テレビ番組
- モーガン・フリーマン 時空を超えて（声の出演）
- 地球ドラマチック（声の出演）
  - 「洞窟に眠る新種の人類」（2016年9月17日）
  - 「ポンペイ 知られざるローマ人の暮らし」（2016年10月22日）
- 美の壺（NHK BSプレミアム）
  - 「足もとに咲く 草履」（2020年10月23日、草履職人[310]）
  - 「風土を織り込む紬」（2021年5月7日、古美術鑑定家シマナカ[311]）
- 「世界が騒然!本当にあった(秘)衝撃ファイル」（テレビ東京、声の出演）
  - 【犯人のウソを暴けSP】（2021年9月7日[312]）
  - 【真犯人は誰だSP】（2022年2月8日[313]）
  - 【㊙執念の大追跡SP】（2025年1月7日[314]）
  - 【㊙UMA遭遇＆犯人の嘘を暴けSP】（2025年4月29日[315]）
  - 【ハネムーンで新郎新婦が㊙怪現象に襲われた!?】（2025年8月5日[316]）

### 舞台
- おかしな二人（2009年、ステージ円、円演劇研究所卒業公演）
- 宙をつかむ－海軍じいさんとロケット戦闘機－（2009年7月16日 - 19日、紀伊國屋ホール）
- ヘンゼルとグレーテル（2009年、日生劇場） - 天使役
- シーンズ フロム ザ ビッグ ピクチュアー（2010年10月1日 - 10日、紀伊國屋ホール) - ポール・ファガティー役
- 河童の風来坊（2012年7月8日 - 9日、河童橋本通り霊梅寺前） - 脚本・演出／謎の女・白雪役
- 谷川俊太郎新作現代語狂言ひゅ～どろろ（2012年9月、旧田中小学校体育館）[317]
- ビロクシー・ブルース（2013年5月24日 - 29日、ステージ円）[318]
- 音楽朗読劇 「凛音✖天声」（2018年1月6日 - 8日、座・高円寺2） - 木曾義仲役[319]
- 十二夜（2018年4月20日 - 29日、シアターΧ） - オーシーノ役[320]
- 夜能～語り部たちの夜～（宝生能楽堂） - 朗読
  - 『杜若』（2021年5月28日）[321]
  - 『箙』（2022年3月25日）[322]
  - 『鳥追』（2023年11月25日）[323][324]
  - 『清経』（2024年10月25日）[325][326]
- 擾乱 THE PRINCESS OF SNOW AND BLOOD（2021年10月28日 - 11月7日、明治座） - 葛原仁役[56]
- 朗読劇 城崎プレリュード（2022年12月26日[327][328]、2023年8月31日（再演版）[329]、Cafe&Live spot FJ's） - 黒澤久志/大崎/番頭/マスター役
- 朗読劇 ロスト・バナナ・ナイツ（2024年2月10日、新宿歌舞伎町petit MOA）- シノブ/アララギ役[330]
- 朗読劇ボイコメvol.2〜声優×吉本新喜劇（2024年8月17日、COOL JAPAN PARK OSAKA TTホール） - 金融屋役[331]
- 朗読劇「Story Teller 朗読・グリム -豪華客船と名前を喰う怪物-」（2024年10月12日、全電通労働会館[332]） - カーター/キャット役
- Enjil 第2回公演 音楽朗読劇「Music Soldier」（2025年2月15日・16日、アニメイトシアター[333]） - 片山昭[334]/河合重春役
- 遠き夏の日2025（2025年8月23日、赤坂RED/THEATER）- 関口邦夫役[335]

### PV
- 野人転生 第4巻発売PV（2021年、野崎人志[336]）
- 『アラサーがVTuberになった話。』スペシャルPV（2022年、神坂怜[337][338]
- 株式会社本山製作所『創業100周年記念特別映像 ～「未来につなぐ」篇～』(2024年、主人公[339]）- アニメーションCM（Youtube）
- 【Web CM】上流社会（2025年、チェーザレ・ブオナパルテ[340]）

### その他コンテンツ
- P☆LiSH（2022年、平林金成） - 「石谷春貴、ラジオで磨く。」内のコーナーで石谷春貴（石村青銅 役）と竹内栄治（竹田銀壱 役）と共に結成したユニット活動[341][342]。
- 声優ボイス オリジナルパソコン「Type:YOU」第89弾（2022年）[343]
- 星芥ショータイム（2023年、丙辰巳） - 「Vシンガー」をテーマにした女性向け音楽プロジェクト[344][345]
- 水族館リアル謎解きイベント「危機迫る水族館を救え!巨大怪獣ポリマドンの謎」（2024年、江呉野司令官[346]）
- VS AMBIVALENZ（バーサスアンビバレンツ）（2024年、アカシ、メグル[347]）

## ディスコグラフィ

### キャラクターソング
| 発売日         | 商品名                                                      | 歌 | 楽曲                    | 備考                                                                    |
| -------------- | ----------------------------------------------------------- | --- | ----------------------- | ----------------------------------------------------------------------- |
| 2021年5月26日  | カモナ・テンペスト！/おやすみオレンジ                       | リムル（岡咲美保）、大賢者（豊口めぐみ）、 ヴェルドラ（前野智昭）、シュナ（千本木彩花）、シオン（M・A・O）、 ランガ（小林親弘）、ゴブタ（泊明日菜） | 「カモナ・テンペスト!」 | テレビアニメ『転生したらスライムだった件 転スラ日記』エンディングテーマ |
| 2024年8月19日  | ブレイクマイケース パーソナルソング・コンピレーション Vol.1 | 新開戦（小林親弘） | 「Sword of Truth」      | ゲーム『ブレイクマイケース』関連曲                                      |
| 2024年11月20日 | 18TRIP Cassette #01 ‘グッドラック’                          | コンダクターズ | 「我らHAMAツアーズ」    | ゲーム『18TRIP』関連曲                                                  |

### その他参加楽曲
| 発売日       | 商品名  | 歌                                                               | 楽曲                           | 備考                                                                                 |
| ------------ | ------- | ---------------------------------------------------------------- | ------------------------------ | ------------------------------------------------------------------------------------ |
| 2022年2月9日 | POLISH! | 石村青銅（石谷春貴）、平林金成（小林親弘）、竹田銀壱（竹内栄治） | 「POLISH!」「keep on shining」 | ラジオ『石谷春貴、ラジオで磨く。』にて結成されたユニット「P☆LiSH」のデビューシングル |

### シリーズ一覧
1. ↑  【デュエル・マスターズ（2017年版）】

第1期（2017年 - 2018年）、第2期『デュエル・マスターズ！』（2018年 - 2019年）、第3期『デュエル・マスターズ!!』（2019年 - 2020年）

【デュエル・マスターズ キング】

第3期『キングMAX』（2022年）
2. ↑  第一期（2018年）、第二期（2018年）、第三期（2020年）、第四期（2022年 - 2023年）
3. ↑  第1期（2018年 - 2019年）、第2期第1部（2021年）、第2期第2部（2021年）、第3期（2024年）
4. ↑  第1期（2019年）、第2期（2021年）
5. ↑  第1期（2019年）、第2期『弐ノ章』（2020年）、第3期『参ノ章』第1クール（2025年）、第3期『参ノ章』第2クール（2026年）
6. ↑  第1期『-#000000-』（2021年）、第2期『-#FFFFFF-』（2022年）
7. ↑  1st season（2022年）、2nd season（2023年）
8. ↑  第一章（2023年）、第二章（2023年）
9. ↑  第1期（2023年）、第2期（2026年）
10. ↑  Season 1（2024年）、Season 2 -Arise from the Shadow-（2025年）

### ユニットメンバー
1. ↑  笛吹也千代（天﨑滉平）、雁金朔次郎（古川慎）、北片生行（戸谷菊之介）、岩渕ダニエル比呂士（小林親弘）